# Before the Impact
Before the Impact, o simplemente BTI, fue un programa de televisión en streaming de Lucha libre profesional producida por la promoción estadounidense Impact Wrestling que se estrenó el 16 de febrero de 2021 en AXS TV en Estados Unidos, propiedad de la empresa matriz Anthem Sports & Entertainment . El programa se transmite actualmente en el servicio de transmisión de Impact, Impact Plus, así como en el canal de  YouTube y la página de Facebook de la promoción.
BTI es un pre-show que se transmite antes de la transmisión semanal del programa insignia de la promoción, Impact!, que incluye resúmenes, avances y una lucha exclusiva.

## Historia
El 10 de febrero de 2021, Impact Wrestling anunció el lanzamiento de un nuevo programa llamado Before the Impact, que conducirá a la transmisión de Impact. Josh Mathews se desempeña como productor y coanfitrión, junto con la entrevistadora de Impact Gia Miller y, anteriormente, el comentarista deportivo de Nashville Jon Burton. BTI presenta avances de los próximos combates, entrevistas con el roster de Impact, acceso detrás de escena y un combate exclusivo. El experto George Iceman presenta un segmento llamado "Iceman's Intel", que presenta noticias relacionadas con el próximo episodio de Impact .
El primer combate de BTI contó con Decay (Black Taurus y Crazzy Steve) (acompañado por Rosemary) enfrentándose a XXXL (Acey Romero y Larry D). BTI tendría su primer cruce con Impact! en su episodio del 3 de junio, cuando Josh Alexander se enfrentó a TJ Perkins por el Campeonato de la División X en el primer combate Iron Man de 60 minutos en la historia de Impact Wrestling. El combate comenzó en BTI y concluyó en los primeros minutos de Impact! .

### Comentaristas
| Comentaristas                                 | Fecha                                                                               |
| --------------------------------------------- | ----------------------------------------------------------------------------------- |
| Matt Striker y D'Lo Brown                     | 16 de febrero de 2021 – 20 de mayo de 2021 22 de julio de 2021 – 6 de enero de 2022 |
| Josh Mathews y D'Lo Brown                     | 27 de mayo de 2021 – 15 de julio de 2021                                            |
| Tom Hannifan y D'Lo Brown                     | 13 de enero de 2022                                                                 |
| Tom Hannifan y varios comentaristas invitados | 13 de enero de 2022 – 20 de enero de 2022                                           |
| Tom Hannifan y Matthew Rehwoldt               | 27 de enero de 2022 – presente                                                      |

## Historial de transmisiones
El 8 de abril de 2021, BTI, junto al programa Impact!, se trasladaría a los jueves por la noche.
A partir del episodio del 20 de enero de 2022, BTI se trasladó al canal de YouTube, a la página de Facebook de Impact Wrestling y a la plataforma Impact Plus. La medida coincidió con el regreso de la programación de New Japan Pro Wrestling a AXS TV .
| Canal       | franja horaria | Fecha                                      |
| ----------- | -------------- | ------------------------------------------ |
| AXS TV      | martes 19:00   | 16 de febrero de 2021 – 1 de abril de 2021 |
| AXS TV      | jueves 19:00   | 8 de abril de 2021 – 13 de enero de 2022   |
| Impact Plus | jueves 19:00   | 20 de enero de 2022 – presente             |

## enlaces externos
- BTI Official website

- Wikimedia Commons alberga una categoría multimedia sobre Before the Impact.

- Datos: Q111169814